# Richard Stearns (voile)
Richard Stearns est un skipper américain né le 4 septembre 1927 à Evanston (Illinois) et mort le 25 janvier 2022 à Delavan (Wisconsin).

## Carrière
Richard Stearns obtient une médaille d'argent dans la catégorie des Star lors des Jeux olympiques d'été de 1964 à Tokyo.